# خوسيه تشافيز
خوسيه تشافيز (بالإسبانية: Jose Chavez)‏ هو لاعب كرة قدم مكسيكي، ولد في 3 سبتمبر 1983. لعب مع نادي أونيفرسيداد ناسيونال.